# Platypalpus yugoslavensis
Platypalpus yugoslavensis är en tvåvingeart som beskrevs av Joseph Charles Bequaert 1962. Platypalpus yugoslavensis ingår i släktet Platypalpus och familjen puckeldansflugor. Inga underarter finns listade i Catalogue of Life.